# Курали, Шон
Шон Курали (англ. Sean Kuraly; род. 20 января 1993, Даблин) — американский хоккеист, нападающий клуба «Бостон Брюинз».

## Карьера

### Клубная
На драфте НХЛ 2011 года был выбран в 5-м раунде под общим 133-м номером клубом «Сан-Хосе Шаркс». Он продолжил свою карьеру в «Индиане Айс», в которой он был одним из лидеров по набранным очкам.
На студенческом уровне играл за команду «Майами Ред Хоукс», представляющую Университет Майами в Огайо. 1 июля 2015 года был обменян в «Бостон Брюинз» на вратаря Мартина Джонса. По итогам сезона 2015/16, выступая за «Майами» он получил награду Защитный форвард года  NCHC.
30 июня 2016 года подписал двухлетний контракт новичка с «Бостон Брюинз». Дебютировал в НХЛ 3 ноября 2016 года в матче с «Тампой-Бэй Лайтнинг», который закончился победой «Брюинз» в серии буллитов со счётом 4:3. 21 апреля 2017 года в серии с «Оттавой Сенаторз» оформил первый дубль в карьере и помог команде выиграть 3:2 в овертайме, но при этом сама серия закончился со счётом 4-2 в пользу «Сенаторз».
28 июля 2021 года в качестве свободного агента подписал контракт на четыре года с клубом «Коламбус Блю Джекетс».

### Международная
В составе молодёжной сборной стал чемпионом мира на МЧМ-2013.